# فيلق باج

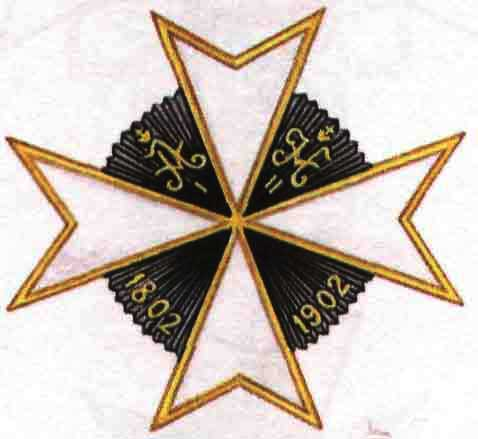
شعار الفيلق

فيلق باج (بالروسية: Пажеский корпус)، و(بالفرنسية: Corps des Pages)‏ كان منشأة عسكرية مميزة في الإمبراطورية الروسية أعدت أطفال الطبقة الأرستقراطية لأداء الخدمة العسكرية. (بينما الكلية الإمبراطورية للقانون أعد الفتيان في لخدمة المدنية.) بعد الثورة البلشفية استعيض عن فيلق باج مدرسة سوفوروف العسكرية.
تأسس فيلق باج عام 1697 في سان بطرسبرج حيث كان مدرسة لتعليم وتدريب خدم الملوك الصغار (الباج). في ضوء الحاجة إلى ضباط مدربين تدريبا سليما لوحدات الحرس أعيد تنظيم فيلق باج في عام 1802 كمؤسسة تعليمية مماثلة لمدارس المتدربين، والذي من شأنه أن يقبل أبناء النبلاء بالوراثة من روسيا، وأبناء الشخصيات الكبرى ك الجنرالات/الاميرالات أو أحفاد قياد البحرية.
في عام 1802 ،تغيرت المناهج الدراسية في فيلق باج، بعد ذلك على أساس المثل العليا لمنظمة فرسان القديس يوحنا. في عام 1810، انتقلت المدرسة إلى قصر فرسان القديس يوحنا القدس، والمعروف أيضا قصر فورونتسوف. وتابع في هذا الموقع في سان بطرسبرغ لأكثر من مائة سنة (حتى قيام الثورة).

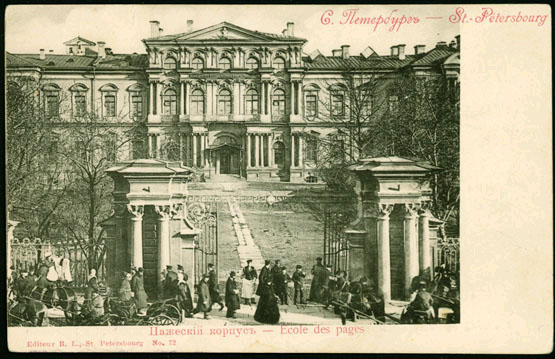
من 1810 حتى عام 1917، كانت يقع فيلق باج في قصر فورونتسوف. أنها كانت مصممة من قبل راستريلي حوالي عام 1749.

خلال فترة من الإصلاحات في المدارس العسكرية في 1860، تحول فيلق باج إلى إنشاء من الصف السابع، والأول في خمس درجات مماثلة لصالة للألعاب الرياضية، والعنصران الآخران على غرار الكليات العسكرية.
ابتداء من عام 1885، كان في فيلق باج سبعة فصول عامة، حيث كان الطلاب يتعلمون العلوم نفسها التي تقدمها مدارس المتدربين، واثنين من فصول خاصة، حيث علمتهم العلوم العسكرية والتشريع.
كان للخريجين من الفيلق الاختيار في الانضمام إلى أي فوج يختارونه بغض النظر عن الشواغر الموجودة (ومع ذلك، على سبيل الأدب، بموافقة قائد هذه الوحدة كانت مقبولة مسبقا). كانوا يرتدون، على الجانب الأيسر من سترة، شارة الفيلق، على غرار الصليب على وسام القديس يوحنا.
تلقوا رتبة البوق في سلاح الفرسان). أولئك الذين كانوا لا يصلحون للخدمة العسكرية من شأنهم أن يتلقوا التعليم المدني في الصفوف 10 و 12 و 14.

## الروابط الخارجية
- الامبراطورية الروسية فيلق باج.

أون لاين كتالوج المعرض / / كتاب نفيس مكتبة المخطوطات (RBML) من جامعة كولومبيا.